# Aizoanthemum membrumconnectens
Aizoanthemum membrumconnectens là một loài thực vật có hoa trong họ Phiên hạnh. Loài này được Dinter Ex Friedr. mô tả khoa học đầu tiên.